# Abderrahim Chafay
Abderrahim Chafay est un boxeur franco-marocain né le 21 juillet 1977 à Marrakech au Maroc.

## Biographie
Il pratique les sports de combat depuis ses 17 ans et gagne ses premiers titres au Maroc avant de devenir champion de France amateur de Muay-thaï en 2008, Vice-Champion de France Classe A pendant 3 ans puis Champion de France Élite Classe A en 2011.
Il pratique aussi le Kick-boxing et obtient le titre de Champion du Monde W.A.K.O. Pro kick-boxing des moins de 86 kg le 28 décembre 2012.

## Titres et récompenses
- 2011 :
  - Titre national FFSCDA Muay thaï (-81 kg)
  - Titre mondial WAKO (-85,1 kg)
- 2012 :
  - Titre national FFSCDA K-1 (-81 kg)